# Xian de Wusheng
Le xian de Wusheng (武胜县 ; pinyin : Wǔshēng Xiàn) est un district administratif de la province du Sichuan en Chine. Il est placé sous la juridiction de la ville-préfecture de Guang'an.

## Démographie
La population du district était de 787 093 habitants en 1999.